# Lista över gator som namngivits efter Adolf Hitler
Detta är en lista över gator som namngivits efter Adolf Hitler under Nazitysklands era.

## Lista
| Stad                                            | Namn mellan 1933 och 1945                                                                          | Namn före 1933 och efter 1945 |
| ----------------------------------------------- | -------------------------------------------------------------------------------------------------- | --- |
| Augsburg                                        | Adolf-Hitler-Platz                                                                                 | Königsplatz |
| Berlin                                          | Adolf-Hitler-Platz (Charlottenburg; ytterligare namnändringar planerades efter den "sista segern") | Reichskanzlerplatz och Theodor-Heuss-Platz |
| Berlin                                          | Adolf-Hitler-Sport-Platz                                                                           | Vid Ostpreussendamm och Krahmerstrasse, mitt emot Schlosspark Lichterfelde. Nu är det en fotbollsplan men det finns fortfarande en idrottsanläggning bredvid. |
| Bratislava                                      | Hitlerovo námestie                                                                                 | Masarykovo námestie (1918–1938), (1945–1953) Námestie 4. Apríla (1953–1989), Hlavné námestie (1989–idag) |
| Bremen                                          | Adolf-Hitler-Brücke (Lüderitzbrücke efter 1939)                                                    | Große Weserbrücke (riven 1961) |
| Bremen                                          | Adolf-Hitler-Brücke (nybyggd 1939)                                                                 | Westbrücke/Stephaniebrücke |
| Bremen                                          | Adolf-Hitler-Platz (Hemelingen)                                                                    | Rathausplatz |
| Bremen                                          | Adolf-Hitler-Platz (Lesum)                                                                         | An der Lesumer Kirche |
| Bremen                                          | Adolf-Hitler-Straße (Aumund)                                                                       | Hammersbecker Straße |
| Bremen                                          | Adolf-Hitler-Straße (Lesum)                                                                        | Kellerstraße |
| Bromberg (nuvarande Bydgoszcz)                  | Adolf-Hitler-Straße                                                                                | Gdańska |
| Breslau (nuvarande Wrocław)                     | Adolf-Hitler-Platz                                                                                 | pl. Mongolski |
| Breslau (nuvarande Wrocław)                     | Adolf-Hitler-Straße                                                                                | Friedrich-Ebert-Straße/Mickiewicza |
| Budapest VI.                                    | Hitler Adolf tér (1938–1945)                                                                       | Kodály körönd |
| Celje                                           | Adolf-Hitler-Platz                                                                                 | Prešernova ulica |
| Cologne                                         | Adolf-Hitler-Platz                                                                                 | Platz der Republik/Deutscher Platz (Ebertplatz efter 1950) |
| Dortmund                                        | Adolf-Hitler-Allee                                                                                 | Hainallee |
| Düsseldorf                                      | Adolf-Hitler-Platz                                                                                 | Graf-Adolf-Platz |
| Düsseldorf                                      | Adolf-Hitler-Straße                                                                                | Haroldstraße |
| Engerau (nuvarande Bratislava)                  | Adolf-Hitler-Straße                                                                                | Masarykova (1918–1938), Benešova (1945–1948), Stalinova (1948–1989), Zadunajská cesta (1989–idag) |
| Eppingen                                        | Adolf-Hitler-Straße                                                                                | Brettener Straße |
| Erlangen                                        | Adolf-Hitler-Straße                                                                                | Hauptstraße |
| Essen                                           | Adolf-Hitler-Platz                                                                                 | Burgplatz |
| Essen                                           | Adolf-Hitler-Straße                                                                                | Kettwiger Straße; Viehofer Straße |
| Esslingen                                       | Adolf Hitlerplatz                                                                                  | –/Marktplatz |
| Euskirchen                                      | Adolf-Hitler-Straße                                                                                | Hochstraße |
| Festenberg (nuvarande Twardogóra)               | Adolf Hitler Platz                                                                                 | Plac Piastów |
| Frankfurt am Main                               | Adolf-Hitler-Anlage                                                                                | Gallus-Anlage |
| Freising                                        | Adolf-Hitler-Straße                                                                                | Obere Hauptstraße |
| Gotenhafen (nuvarande Gdynia)                   | Adolf-Hitler-Straße                                                                                | Świętojańska |
| Groß Glienicke (Berlin-Kladow sedan 1945)       | Adolf-Hitler-Allee                                                                                 | Seekorso |
| Hagen                                           | Adolf-Hitler-Straße                                                                                | Ebertstraße (1945–1960); fungerade som huvudgata |
| Hamburg                                         | Adolf-Hitler-Platz                                                                                 | Rathausmarkt |
| Hamburg                                         | Adolf-Hitler-Straße (Winterhude)                                                                   | Bebelallee |
| Hamburg                                         | Adolf-Hitler-Platz (Altona)                                                                        | Platz der Republik |
| Hamburg                                         | Adolf-Hitler-Damm (Wandsbek)                                                                       | Friedrich-Ebert-Damm |
| Hamburg                                         | Adolf-Hitler-Straße (Wilhelmsburg)                                                                 | Wilhelmsburger Reichsstraße |
| Hannover                                        | Adolf-Hitler-Platz (Hermann-Göring-Platz efter 15 september 1933)                                  | Corvinusplatz |
| Hannover                                        | Adolf-Hitler-Platz                                                                                 | Theaterplatz |
| Hannover                                        | Adolf-Hitler-Straße                                                                                | Bahnhofstraße |
| Iglau (nuvarande Jihlava)                       | Adolf-Hitler-Platz                                                                                 | Masarykovo náměstí |
| Jägerndorf (nuvarande Krnov)                    | Adolf-Hitler-Platz                                                                                 | Hlavní náměstí (huvudtorg) |
| Karlsruhe                                       | Adolf-Hitler-Straße (Neureut)                                                                      | Welschneureuter Straße |
| Karlsruhe                                       | Adolf-Hitler-Straße (Hagsfeld)                                                                     | Schwetzinger Straße |
| Karlsruhe                                       | Adolf-Hitler-Straße (Knielingen)                                                                   | Neufeldstraße |
| Karlsruhe                                       | Adolf-Hitler-Straße (Grötzingen)                                                                   | Eugen-Kleiber-Straße |
| Kiel                                            | Adolf-Hitler-Platz                                                                                 | Neumarkt/Rathausplatz |
| Königsberg (nuvarande Kaliningrad)              | Adolf-Hitler-Platz                                                                                 | Hansaplatz (nuvarande Ploshchad Pobedy) |
| Krakau (nuvarande Kraków)                       | Adolf-Hitler-Platz (1939–1944)                                                                     | Rynek Główny (huvudtorg) |
| Leslau (nuvarande Włocławek)                    | Adolf-Hitler-Platz                                                                                 | Plac Wolności (Frihetstorget) |
| Litzmannstadt (nuvarande Łódź)                  | Adolf-Hitler-Straße (1939–1944)                                                                    | Piotrkowskagatan |
| Luxemburg (nuvarande Luxemburg)                 | Adolf-Hitlerstraße                                                                                 | Avenue de la Liberté |
| Memel (nuvarande Klaipėda)                      | Adolf-Hitler-Straße                                                                                | Prezidento Smetonos alėja/Präsident Smetona Allee innan 1939, Liepų gatvė efter 1945 |
| Mülhausen (nuvarande Mulhouse)                  | Adolf-Hitler-Straße                                                                                | rue du Sauvage (Wildemannstraße i Tykland) |
| Mülhausen (Mulhouse)                            | Adolf-Hitler-Platz                                                                                 | place de la Réunion |
| München                                         | Adolf-Hitler-Platz (Pasing)                                                                        | Avenariusplatz |
| München                                         | Adolf-Hitler-Allee (Solln)                                                                         | Diefenbachstraße |
| München                                         | Adolf-Hitler-Straße (Obermenzing)                                                                  | Verdistraße |
| München                                         | Adolf-Hitler-Straße (Untermenzing)                                                                 | Eversbuschstraße |
| München                                         | Adolf-Hitler-Straße (Allach)                                                                       | Vesaliusstraße |
| München                                         | Adolf-Hitler-Straße (Aubing)                                                                       | Limesstraße |
| München                                         | Adolf-Hitler-Straße (Lochhausen)                                                                   | Schussenrieder Straße |
| Neuburg an der Donau                            | Adolf-Hitler-Straße                                                                                | Luitpoldstraße/Luitpoldstraße (1945-2014), Adolf-Hitler-Straße (2014-2016, av misstag), Luitpoldstraße (planerat för 2016) |
| Nuremberg                                       | Adolf-Hitler-Platz                                                                                 | Hauptmarkt |
| Osnabrück                                       | Adolf-Hitler-Platz                                                                                 | Neumarkt |
| Osnabrück                                       | Adolf-Hitler-Straße                                                                                | Bramstraße |
| Považská Bystrica                               | Adolf-Hitler-Strasse                                                                               | Továrenská (?–1939), Stalinova (1945–1989), Robotnícka (1990–idag) |
| Reichenberg                                     | Adolf-Hitler-Platz                                                                                 | Altstädter Platz (–1938), Náměstí bojovníků za mír (1945–1989), nám. Dr. E. Beneše (1990–idag) |
| Riga                                            | Adolf-Hitler-Allee (1942–1944) Adolf-Hitler-Straße (1942–1944)                                     | Brīvības bulvāris Brīvības iela |
| Rom                                             | Viale Adolf Hitler                                                                                 | Viale dei Partigiani |
| Saarbrücken                                     | Adolf-Hitler-Straße (1935–1945)                                                                    | Bahnhofstraße |
| Sofia                                           | Adolf Hitler blvd.                                                                                 | Evlogi och Hristo Georgievi Boulevard |
| Sulz unterm Wald (nuvarande Soultz-sous-Forêts) | Adolf-Hitler-Platz                                                                                 | rue des Barons-de-Fleckenstein |
| Straßburg (nuvarande Strasbourg)                | Adolf-Hitler-Platz                                                                                 | place Broglie |
| Stuttgart                                       | Adolf-Hitler-Straße                                                                                | Planie |
| Stuttgart                                       | Adolf-Hitler-Platz (Birkach)                                                                       | Bei der Linde |
| Stuttgart                                       | Adolf-Hitler-Platz (Stammheim)                                                                     | – |
| Stuttgart                                       | Adolf-Hitler-Straße (Feuerbach)                                                                    | Stuttgarter Straße |
| Stuttgart                                       | Adolf-Hitler-Straße (Plieningen)                                                                   | Paracelsusstraße |
| Stuttgart                                       | Adolf-Hitler-Straße (Möhringen)                                                                    | Laustraße |
| Stuttgart                                       | Adolf-Hitler-Straße (Vaihingen)                                                                    | Böblinger Straße/Hauptstraße |
| Stuttgart                                       | Adolf-Hitler-Kampfbahn (Bad Cannstatt)                                                             | Neckarstadion |
| Tallinn                                         | Adolf-Hitler-Straße (1942–1944)                                                                    | Narva maantee |
| Tarnowskie Góry                                 | Adolf-Hitler-Straße (1939–1944)                                                                    | ul. Parkowa/ul. Stanisława Wyspiańskiego |
| Tartu                                           | Adolf-Hitler-Platz (1942–1944)                                                                     | Raekoja plats |
| Treuburg (nuvarabde Olecko)                     | Adolf-Hitler-Platz                                                                                 | plac Wolności (Frihetstorget) |
| Novi Sad                                        | Hitler Adolf-gatan (Улица Адолфа Хитлера) (1941-1944)                                              | Улица краља Александра (Kung Alexanders gata) (1918-1941)/Стаљинова улица (Stalingatan) (1944-1948)/Улица Александра Ранковића (Alexander Rankovich-gatan) (1948-1966)/Улица народних хероја (Nationella hjältegatan) (1966-1992)/Улица краља Александра (Kung Alexanders gata) (1992-idag) |
| Valkenburg                                      | Adolf Hitler-Allee (1942–1944)                                                                     | Kloosterweg |
| Warsawa                                         | Adolf-Hitler-Platz (1939–1944)                                                                     | Piłsudski Square, tidigare Plac Saski (Saxontorget, namngivet efter Palatset Saxon) 1818–1928, 1939–40, 1945–46 |
| Weimar                                          | Adolf-Hitler-Straße                                                                                | Karl-Liebknecht-Straße |
| Wien                                            | Adolf-Hitler-Platz (1938–1945)                                                                     | Rathausplatz |
| Wilhelmshaven                                   | Adolf-Hitler-Straße                                                                                | Paul-Hug-Straße |
| Yaphank                                         | Adolf-Hitler-Street (1930-talet–?)                                                                 | |
| Zittau                                          | Adolf-Hitler-Straße                                                                                | |

## Brasilien
Före 1931 finns det en gata med namnet Rua Adolfo Hitler i Campo Belo i Santo Amaro, Brasilien. 
Namnet ändrades 1931 till Rua Almirante Barroso, men när Santo Amaro slogs samman till São Paulo nästa år döptes gatan återigen till Rua Gil Eanes, på grund av en homonym gata i Brás. Gatan behåller fortfarande Gil Eanes namn.

## Förenta staterna
Den planerande staden German Gardens i Yaphank byggdes på den tidigare platsen för Camp Siegfried, som ägdes och drevs av den nazistiska Tysk-amerikanska federationen. Fram till 1941 uppkallades flera gator efter framstående nazister, exempelvis Adolph Hitler Street (bytt namn till Park Street), Goering Street (bytt namn på Oak Street) och Goebbels Street (bytt namn till Northside Avenue).